# Michael Neumayer
Michael Neumayer (Bad Reichenhall, 15 januari 1979) is een Duitse voormalig schansspringer.

## Biografie
Hij debuteerde in de wereldbeker op 29 december 2000 tijdens de openingswedstrijd van het Vierschansentoernooi 2001 in eigen land in Oberstdorf. Vanaf het seizoen 2002/2003 was hij een vaste verschijning in het wereldbekercircuit. Zijn eerste podiumplaats in de wereldbeker haalde hij op 1 januari 2008 toen hij in Garmisch-Partenkirchen derde werd. Tijdens het Vierschansentoernooi 2008 eindigde hij op de derde plaats in het eindklassement.
Met het Duitse team haalde hij in 2005 brons op de kleine schans tijdens het WK schansspringen van 2005 en in 2006 zilver tijdens het WK skivliegen van 2006.

## Resultaten

### Olympische Winterspelen
| Jaar | Plaats    | Resultaten                        |
| ---- | --------- | --------------------------------- |
| 2006 | Turijn    | 8e HS106 11e HS140 4e team HS140  |
| 2010 | Vancouver | 16e HS106 · 6e HS140 · team HS140 |

### Wereldkampioenschappen
| Jaar | Plaats        | Resultaten                         |
| ---- | ------------- | ---------------------------------- |
| 2005 | Oberstdorf    | 32e HS100 · Team HS100             |
| 2009 | Liberec       | 17e HS100 28e HS134 10e Team HS134 |
| 2011 | Oslo          | Team HS106                         |
| 2013 | Val di Fiemme | 18e HS106 · 13e HS134 · Team HS134 |
| 2015 | Falun         | 5e Team HS134                      |

### Wereldkampioenschappen skivliegen
| Jaar | Plaats          | Resultaten              |
| ---- | --------------- | ----------------------- |
| 2006 | Bad Mitterndorf | 13e HS180 · team HS180  |
| 2008 | Oberstdorf      | 21e HS213 4e team HS213 |
| 2010 | Planica         | 22e HS215 7e team HS215 |
| 2014 | Harrachov       | 34e HS205               |

### Wereldbeker
Eindklasseringen
| Seizoen   | Algm | SV  | 4S    | NT  |
| --------- | ---- | --- | ----- | --- |
| 2000/2001 | 81e  | –   | 49e   | –   |
| 2001/2002 | 52e  | –   | -     | –   |
| 2002/2003 | 38e  | –   | 49e   | 37e |
| 2003/2004 | -    | –   | -     | –   |
| 2004/2005 | 22e  | –   | 30e   | 20e |
| 2005/2006 | 24e  | –   | 25e   | 17e |
| 2006/2007 | 50e  | –   | -     | –   |
| 2007/2008 | 16e  | –   | 10e   | 12e |
| 2008/2009 | 19e  | 21e | Brons | 17e |
| 2009/2010 | 20e  | 14e | 25e   | 29e |
| 2010/2011 | 22e  | 19e | 18e   |     |
| 2011/2012 | 21e  | 26e | 27e   |     |
| 2012/2013 | 9e   | 7e  | 6e    |     |
| 2013/2014 | 27e  | 27e | 11e   |     |
| 2014/2015 | 21e  | 9e  | 13e   |     |
| 2015/2016 | 52e  | -   | 28e   |     |

### Grand-Prix
Eindklasseringen
| Jaar | Plaats |
| ---- | ------ |
| 2001 | 59e    |
| 2002 | 30e    |
| 2003 | 21e    |
| 2004 | 8e     |
| 2005 | 10e    |
| 2006 | 35e    |
| 2007 | 11e    |
| 2008 | 9e     |
| 2009 | 33e    |
| 2010 | 28e    |
| 2011 | 30e    |
| 2012 | 16e    |
| 2013 | 13e    |
| 2014 | 21e    |
| 2015 | 22e    |

Grand-Prixzeges
| Datum            | Plaats | Schans |
| ---------------- | ------ | ------ |
| 29 augustus 2015 | Hakuba | HS131  |